# Rotterdam Open 2021
Il Rotterdam Open 2021, conosciuto anche con il nome di ABN AMRO World Tennis Tournament 2021 per ragioni di sponsorizzazione, è stato un torneo di tennis che si è disputato su campi di cemento indoor. È stata la 48ª edizione del Rotterdam Open, facente parte dell'ATP Tour 500 nell'ambito dell'ATP Tour 2021. Si è giocato nell'impianto dell'Ahoy Rotterdam a Rotterdam, nei Paesi Bassi, dal 1º al 7 marzo 2021.

## Giocatori

### Teste di serie
| Nazione  | Giocatore             | Ranking* | Testa di Serie |
| -------- | --------------------- | -------- | -------------- |
| Russia   | Daniil Medvedev       | 3        | 1              |
| Grecia   | Stefanos Tsitsipas    | 6        | 2              |
| Germania | Alexander Zverev      | 7        | 3              |
| Russia   | Andrej Rublëv         | 8        | 4              |
| Spagna   | Roberto Bautista Agut | 13       | 5              |
| Belgio   | David Goffin          | 15       | 6              |
| Canada   | Félix Auger-Aliassime | 19       | 7              |
| Svizzera | Stan Wawrinka         | 20       | 8              |

* Ranking al 22 febbraio 2021.

### Altri partecipanti
I seguenti giocatori hanno ricevuto una wild card per il tabellone principale:
- Robin Haase
- Andy Murray
- Botic van de Zandschulp
- Alexander Zverev

I seguenti giocatori sono passati dalle qualificazioni:

- Márton Fucsovics
- Jérémy Chardy
- Cameron Norrie
- Marcos Giron

### Ritiri
Prima del torneo
- Matteo Berrettini → sostituito da  Adrian Mannarino
- Pablo Carreño Busta → sostituito da  Lorenzo Sonego
- Daniel Evans → sostituito da  Nikoloz Basilašvili
- Taylor Fritz → sostituito da  Tommy Paul
- Filip Krajinović → sostituito da  Alejandro Davidovich Fokina
- Gaël Monfils → sostituito da  Kei Nishikori
- Rafael Nadal → sostituito da  Reilly Opelka
- Milos Raonic → sostituito da  Aleksandr Bublik
- Casper Ruud → sostituito da  John Millman
- Denis Shapovalov → sostituito da  Jan-Lennard Struff

## Partecipanti al doppio

### Teste di serie
| Nazione     | Giocatore             | Nazione  | Giovatore     | Ranking* | Testa di serie |
| ----------- | --------------------- | -------- | ------------- | -------- | -------------- |
| Colombia    | Juan Sebastián Cabal  | Colombia | Robert Farah  | 3        | 1              |
| Croazia     | Nikola Mektić         | Croazia  | Mate Pavić    | 8        | 2              |
| Paesi Bassi | Wesley Koolhof        | Polonia  | Łukasz Kubot  | 19       | 3              |
| Francia     | Pierre-Hugues Herbert | Francia  | Nicolas Mahut | 29       | 4              |

* Ranking aggiornato al 22 febbraio 2020.

### Altri partecipanti
Le seguenti coppie hanno ricevuto una wildcard per il tabellone principale:
- Robin Haase /  Matwé Middelkoop
- Petros Tsitsipas /  Stefanos Tsitsipas

La seguente coppia è passata dalle qualificazioni:
- Sander Arends /  David Pel

### Ritiri
Prima del torneo
- Ivan Dodig /  Filip Polášek → sostituiti da  Ben McLachlan /  Kei Nishikori
- Rajeev Ram /  Joe Salisbury → sostituiti da  Sander Gillé /  Joran Vliegen

## Punti
| Evento    | V   | F   | SF  | QF | 2T   | 1T | Q  | Q2 | Q1 |
| Singolare | 500 | 300 | 180 | 90 | 45   | 0  | 20 | 10 | 0  |
| Doppio    | 500 | 300 | 180 | 90 | N.D. | 0  | 45 | 25 | 0  |

## Montepremi
| Evento    | V       | F       | SF      | QF      | 2T      | 1T      | Q2     | Q1     |
| Singolare | €89,265 | €66,000 | €47,000 | €32.000 | €20,000 | €11,500 | €5,300 | €2,800 |
| Doppio *  | €29,100 | €22,500 | €16,500 | €11,250 | N.D.    | €7,700  | N.D.   | N.D.   |

* per team

## Campioni

### Singolare
Andrej Rublëv ha sconfitto in finale  Márton Fucsovics con il punteggio di 7–6(4), 6-4.
- È l'ottavo titolo in carriera per Rublëv, il primo della stagione.

### Doppio
Nikola Mektić /  Mate Pavić hanno sconfitto in finale  Kevin Krawietz /  Horia Tecău con il punteggio di 7-6(7), 6-2.